# Oksana Čusovitina
Oksana Aleksandrovna Čusovitina (in russo Оксана Александровна Чусовитина?; Bukhara, 19 giugno 1975) è una ginnasta uzbeka.
Tre volte campionessa mondiale, vincitrice di due medaglie olimpiche e di undici medaglie mondiali, nella sua lunga carriera, ha partecipato a dieci Campionati Mondiali, tre Giochi asiatici e tre Goodwill Games. Delle undici medaglie mondiali, nove sono state ottenute nel volteggio, rendendola la ginnasta più decorata in questa specialità. Ha gareggiato per l'Unione Sovietica (fino al 1993), per l'Uzbekistan (1993-2006), per la Germania (2006-2012) e nuovamente per l'Uzbekistan (dal 2013).
Nel 1988 ha vinto i suoi primi Campionati Nazionali dell'Unione Sovietica, mentre l'anno successivo ha iniziato a gareggiare a livello internazionale. Insieme a Leyanet Gonzales, Larisa Latynina, Aliya Mustafina e Suzanne Harmes, è una delle poche donne ad essere tornata a competere ad alto livello dopo esser diventata madre. È l'unica ginnasta ad aver partecipato a otto Giochi Olimpici e una delle poche atlete ad aver preso parte alla competizione con tre squadre nazionali differenti: la Squadra Unificata nel 1992, l'Uzbekistan nel 1996, 2000, 2004, 2016 e 2020 e la Germania nel 2008 e 2012.

## Carriera

### Unione Sovietica (1982-1991)
Čusovitina ha iniziato a praticare ginnastica artistica nel 1982. Nel 1988, all'età di 13 anni, ha vinto il titolo generale ai Campionati Nazionali della categoria junior dell'URSS. Dal 1990 Oksana Čusovitina è stata un membro fondamentale della squadra sovietica e ha partecipato a diversi incontri internazionali. Ai Goodwill Games del 1990 ha vinto la medaglia d'oro al volteggio, mentre al World Sports Fair in Giappone ha vinto la medaglia d'oro nel concorso individuale e in ogni altro attrezzo ad eccezione delle parallele asimmetriche.

### Comunità degli Stati Indipendenti (1992)

#### Campionati Mondiali di Parigi 1992
Nel 1992 ha vinto l'oro al corpo libero e l'argento al volteggio ai Mondiali di Parigi '92 con la squadra della Comunità degli Stati Indipendenti.

#### Le Olimpiadi di Barcellona 1992
Ai Giochi Olimpici di Barcellona si è aggiudicata la medaglia d'oro con la Squadra unificata e è arrivata settima nella finale al corpo libero.

### Uzbekistan (1993-2006)
Dopo le Olimpiadi del 1992, con lo scioglimento dell'Unione Sovietica, Čusovitina ha iniziato a competere per l'Uzbekistan, seguita dall'allenatrice Svetlana Kuznestova. Qui si allenava in un centro tecnico federale con attrezzature obsolete e non sicure. Nonostante questi problemi, Čusovitina è stata sempre in grado di presentare esercizi che potessero competere a livello mondiale.
Ha gareggiato per l'Uzbekistan dal 1993 al 2006, partecipando a tre olimpiadi (Atlanta 1996, Sydney 2000 e Atene 2004), tre Giochi asiatici (1994, 1998 e 2002) e due Goodwill Games (1994 e 2001). Durante questo periodo, Čusovitina era considerata la più forte ginnasta della squadra nazionale uzbeka, avendo vinto oltre 70 medaglie in competizioni internazionali. Per il contributo dato alla ginnastica artistica, le venne conferito il titolo di "Atleta Onorario della Repubblica Uzbeka".
Ai Campionati di Birmingham 1993 si è classificata terza al volteggio. Alla fine del 1997, Čusovitina ha sposato l'atleta olimpico di lotta libera Bakhodir Kurpanov. I due si erano incontrati durante i Giochi Asiatici del 1994 a Hiroshima. Dalla relazione, nel novembre del 1999, è nato Alisher. Nel 2001 ha preso parte ai Campionati Mondiali di Gent dove ha vinto la medaglia d'argento al volteggio. L'anno successivo ha preso parte ai Giochi Asiatici di Busa dove si è confermata al volteggio ed ha vinto altre tre medaglie: un oro al corpo libero e due argenti alla trave e nel concorso generale individuale.
Ai Mondiali del 2002 si è riconfermata come una delle migliori ginnaste al volteggio, salendo sul gradino più basso del podio (9.387 punti). Ai Campionati Mondiali di Anaheim ha vinto la sua prima medaglia d'oro al volteggio, ottenendo 9.481 punti. Nel 2005 ha vinto la medaglia d'argento al volteggio ai Campionati Mondiali di Melbourne e ai Mondiali di Aarhus ha vinto il bronzo, superata dalla cinese Cheng Fei e dall'americana Alicia Sacramone.

### Germania (2007-2012)
Ai campionati europei del 2007 ha ottenuto il bronzo. Ai campionati europei di Clemont-Ferrand del 2008 ha battuto l'italiana, nonché campionessa europea al volteggio in carica, Carlotta Giovannini e l'italiana Francesca Benolli (campionessa europea al volteggio nel 2005), ottenendo l'oro, nonostante una caduta durante il secondo salto che creò diverse polemiche: si pensava che fosse stata penalizzata meno del dovuto per premiarla data l'età (33 anni).

#### Olimpiadi di Pechino 2008
Alle Olimpiadi di Pechino ha vinto l'argento al volteggio, favorita dal fatto che Cheng Fei sbagliò il secondo salto.

#### Campionati Mondiali di Tokyo 2011
Nel 2011, ai Campionati Mondiali di Tokyo, è ritornata sul podio, ottenendo una medaglia d'argento sempre nella sua specialità. L'unica in grado di superarla è stata la campionessa mondiale statunitense McKayla Maroney, che aveva una difficoltà nettamente maggiore (portando un Amanar e un Podkopayeva).

#### Olimpiadi di Londra 2012
Nell'agosto 2012 ha partecipato ai Giochi Olimpici di Londra (sua sesta presenza alle olimpiadi). Insieme alla squadra tedesca non è riuscita a centrare la finale, ma grazie a 14.808 di media nei due salti al volteggio, è riuscita a qualificarsi per la finale di specialità al quarto posto. Il giorno della finale, con 15.133 punti nel primo salto (D. Score: 6.300) e 14.466 nel secondo (D. Score: 5.500), ha ottenuto una media di 14.783 punti, sufficiente a relegarla solo al quinto posto. Ha concluso quindi senza medaglie la sua sesta avventura olimpica.

### Ritorno all'Uzbekistan (2013-oggi)
Dopo due olimpiadi sotto la bandiera tedesca, Čusovitina ha annunciato il ritorno alla sua nazione natia, dopo aver gareggiato con la nazionale tedesca per ringraziamento alle cure ricevute dal figlio malato di leucemia.